# シェル・ヨハンソン (卓球選手)
シェル・ヨハンソン（Kjell Johansson、1946年10月5日 - 2011年10月24日）は、スウェーデンの元卓球選手。

## 経歴
エシルストゥーナ出身。1963年から1977年にかけて、世界選手権全種目で4つの金メダル、1つの銀メダル、5つの銅メダルを獲得している。特に男子ダブルスにおいては、ハンス・アルセアとのペアで1967年大会と1969年大会で連覇を達成した。
1967年大会の男子シングルス1回戦では、あと1点失えば敗退という場面で起きた微妙なプレーにより自身に与えられた得点を「自分の得点ではない」と審判にアピール、自ら対戦相手のスタニスラフ・ゴモスコフに握手を求めて歩み寄った（自らの敗北を進んで受け入れた）。このスポーツマンシップ溢れる振る舞いによりユネスコ国際フェアプレー賞を受賞。
2011年10月24日に死去。65歳没。

## プレースタイル
ヨハンソンの強力なフォアハンドスマッシュは「ハンマースマッシュ」と呼ばれた。